# Giaguone
Un giaguone (anche detto jaglion o jaguon) è la prole ibrida tra un giaguaro maschio e una leonessa. Un esemplare imbalsamato è in mostra al Museo Zoologico Walter Rothschild, Hertfordshire, Inghilterra.
Il 9 aprile 2006 due giaguoni sono nati al Bear Creek Wildlife Sanctuary di Barrie, a nord di Toronto, in Canada. 

## Descrizione
Ha il colore di sfondo del leone e le rosette marroncino del giaguaro. Le dimensioni dell'animale sono intermedie tra quelle dei genitori: il maschio può arrivare ad una lunghezza di 265 centimetri (compresa la coda) e ad un peso che potrebbe superare i 165 kg; la femmina è invece più piccola del maschio di circa il 25%, quindi non supera i 120 kg di peso e i 235 centimetri di lunghezza totale. L'altezza al garrese oscilla tra 70 e i 100 centimetri a seconda delle dimensioni dei genitori. Nel caso in cui l'esemplare maschio sia un giaguaro melanico (dal manto nero), la prole di giaguoni può ereditare il gene melanico.